# 우오즈역
우오즈역(일본어: 魚津駅)은 일본 도야마현 우오즈시에 위치한 아이노카제토야마 철도 · 일본화물철도의 철도역이다. 도야마 지역 철도부가 관리하는 직영역으로, 호쿠리쿠 본선의 특급 열차 대부분이 정차한다.
아이노카제토야마 철도 「우오즈 역」과 도야마 지방 철도 「신우오즈 역」의 환승이 가능하다(지하도로 접속, 엘리베이터 있음).
본 항목에서는, 당 역 서쪽 출구에 있으며, 예전에 동일한 역명이었던 도야마 지방 철도 본선의 신우오즈역(일본어: 新魚津駅)에 대해서도 기술한다.

## 타는 곳

### 아이노카제토야마 철도
2면 3선 구조의 지상역이다. 역사는 단식 구조의 1번 승강장 쪽에 있으며, 섬식 승강장과는 구름다리로 이어져 있다.
| 1   | ■ 아이노카제토야마 철도선 | 상행 | 도야마 · 가나자와 방면   |
| 2·3 | ■ 아이노카제토야마 철도선 | 하행 | 도마리 · 이토이가와 방면 |

### 우오즈 오프레일 스테이션
우오즈 오프레일 스테이션은 JR 화물역의 통칭이며, 1면 1선의 컨테이너 승강장을 보유하고 있다. 2014년 3월 시점으로는, 화물 열차의 대체로서, 도야마 화물역과의 사이에 트렁크 편이 1회 왕복 1.5회 설정되어 있다.
JR 화물 우오즈 역은 1996년 3월 16일부터 화물 열차의 발착이 없는 자동차 대행역이 되어, 그 후 2006년의 화물역 명명정리 때에 오프레일 스테이션의 명칭을 사용하게 되었다. 당 역에서는, 12ft 컨테이너에 한정된 컨테이너 화물만을 취급하고 있다. 화물 열차가 발착하지 않는 경우는, 니혼 카바이드 공업 우오즈 공장에 이르는 전용선이 1994년까지 도야마 지방 철도 우오즈 역 쪽으로부터 분기하고 있다.
일본화물철도는 2015년 7월에 채산상의 이유로 인해 당 역을 포함한 10개소의 오프레일 스테이션을 폐지하는 방침을 발표했지만, 이에 대해 도야마 현이나 우오즈 시 등의 지자체는 같은 해 12월에 일본화물철도나 국토교통성에 대해 존속을 요망했다. 이시이 유이치 도야마 현지사는 2016년의 도야마 현의회 특별 예산 위원회에 걸친 관계 시정촌등과 연락을 한 결과, 존속으로 향하는 지원을 행한다는 방침을 표명했다.

### 도야마 지방 철도
섬식 승강장 1면 2선의 구조를 갖춘 지상역이다. 2016년 9월 9일 현재, 오전 7시부터 밤 8시까지 역무원이 배치되어 있다.
| 1 | ■ 본선 | 하행 | 덴테쓰쿠로베 · 우나즈키온센 방면              |
| 2 | ■ 본선 | 상행 | 나카나메리카와 · 덴테쓰토야마 · 다테야마 방면 |

## 이용 현황
| 연도   | 아이노카제 토야마철도 | 도야마 지방 철도   | 도야마 지방 철도      |
| 연도   | 1일 평균 승차 인원    | 1일 평균 승차 인원 | 1일 평균 승.하차 인원 |
| ------ | --------------------- | ------------------ | --------------------- |
| 1995년 | 3,007                 |                    |                       |
| 1996년 | 3,058                 |                    |                       |
| 1997년 | 2,929                 |                    | 1,774                 |
| 1998년 | 2,808                 |                    | 1,652                 |
| 1999년 | 2,743                 |                    | 1,505                 |
| 2000년 | 2,769                 |                    | 1,415                 |
| 2001년 | 2,749                 |                    | 1,309                 |
| 2002년 | 2,695                 |                    | 1,275                 |
| 2003년 | 2,697                 |                    | 1,382                 |
| 2004년 | 2,645                 |                    | 1,329                 |
| 2005년 | 2,613                 |                    | 1,372                 |
| 2006년 | 2,598                 |                    | 1,404                 |
| 2007년 | 2,624                 | 627                | 1,404                 |
| 2008년 | 2,645                 | 682                | 1,410                 |
| 2009년 | 2,533                 | 657                | 1,364                 |
| 2010년 | 2,498                 | 652                | 1,346                 |
| 2011년 | 2,429                 | 680                | 1,389                 |
| 2012년 | 2,484                 | 688                | 1,404                 |
| 2013년 | 2,567                 | 685                | 1,385                 |
| 2014년 | 2,291                 | 745                | 1,445                 |
| 2015년 | 2,142                 | 735                | 1,440                 |
| 2016년 | 2,098                 |                    | 1,432                 |
| 2017년 | 2,058                 |                    |                       |

## 역 주변
- 우오즈 시청
- 우오즈 시청 제 1 청사 · 제 2 청사
- 우오즈 쇼핑 스퀘어 - 선플라자

## 인접 역
| 아이노카제토야마 철도 아이노카제토야마 철도선 | 아이노카제토야마 철도 아이노카제토야마 철도선 | 아이노카제토야마 철도 아이노카제토야마 철도선 |
| --------------------------------------------- | --------------------------------------------- | --------------------------------------------- |
| 히가시나메리카와 가나자와 방면                | ■ 아이노카제토야마 철도선                     | 구로베 도마리 방면                            |
| 도야마 지방 철도 ■ 본선                       |                                               |                                               |
| 덴테쓰우오즈 덴테쓰토야마 방면                | ■ 알펜 특급 · ■ 특급                          | 덴테쓰쿠로베 우나즈키온센 방면                |
| 덴테쓰우오즈 덴테쓰토야마 방면                | ■ 쾌속 급행 (상행선) · ■ 급행 · ■ 보통        | 교덴 우나즈키온센 방면                        |